# Ялпуг (річка)
Я́лпуг (або Я́лпух, рум. Ialpug) — річка в Молдові та Україні. Річка є лівою притокою Дунаю, басейн Чорного моря. Впадає до озера Ялпуг. Найбільші населені пункти в долині Ялпуг  — Комрат (Молдова) та Болград (Україна).
З метою зменшення негативного впливу паводків та ефективного водовикористання у ХХ столітті на річці були побудовані водосховища. Основний антропогенний вплив на стан річки здійснюють промислові та господарські об'єкти, які розташовані в її долині. Вода річки Ялпуг забруднена сульфатами й хлоридами.

## Опис
Річка протікає по Тараклійському, Бессарабському та Чимішлійському районах Молдови, а також у Болградському районі Одеської області України.
Ялпуг бере початок на південних схилах Центральномолдавської височини, біля села Ялпуг (Чимішлійський район, Молдова), де її живлять підземні джерела. У горішній частині тече Буджацькою рівниною, в долішній — Причорноморською низовиною. Тече переважно на південь. Впадає до північної частини озера Ялпуг неподалік від західної околиці міста Болграда.
Довжина 114 км, але перша україномовна Українська загальна енциклопедія 1933 року видання наводить довжину річки у 107 км. В межах України річка має довжину 10 км. Площа водозбірного басейну Ялпуг становить 3180 км², в межах України 52  км²). Похил річки становить 1,1 м/км.
Долина Ялпуг у верхів'ях каньйоноподібна, у пониззі широка, доходить до ширини 3,5—4 км. Річище звивисте. Ширина заплави змінюється від 0,5 до 1,5 км (нижня течія). У нижній течії річка сильно заболочена.
Праві притоки Ялпуг — Ялпужель, Велика Салча, ліва притока — Лунга.
Протікає річка у помірному кліматі. Середні температури басейна річки у січні −3 °C, у липні 22 °C. Опадів приблизно 400 мм на рік. В влітку річка пересихає.

### Використання
Води річки використовуються на зрошування сільськогосподарських полів.
Над річкою на території Молдови розташована столиця Гагаузської автономії — місто Комрат, а також села Дезгінжа, Буджак, Кірсова, Бешалма, Конгаз, Новоселовка, Чумай, Мирне. На території України в долині річки розташовано місто Болград.

## Історія
Назва річки має, ймовірно, половецьке походження. Половецькою мовою прикметник jalpy означав «широкий, розлогий», «попереду, мілководний».
У своїй праці «Опис Молдавії» («Descriptio Moldaviae»), написаній в 1714—1716 роках, молдовський науковець, правитель Молдови Димитрій Кантемир описує цю річку: «Кахулул, Салція та Ялпугул, що знаходяться в Молдавії та Бессарабії, збільшують Дунай. З останньої лише Ялпуг тече нестабільно, інші більш стабільні, ніж плинні».

### Побудова водосховищ
З метою запобігання повеням шляхом концентрації паводкової хвилі, на території Молдови гідрологічний режим річки Ялпуг був змінений через будівництво водосховищ. З цією метою річище було випрямлено в канал, побудовані вали і греблі.
У руслі річки Ялпуг існують водосховища:
- Водосховище (озеро) Комрат — побудовано Молдсільхозпроектом в 1957 році, Розташоване вище за течією міста Комрат, об'єм понад 1 млн. м³ води. Тип — руслове. Сезонне регулювання стоку. Призначення: зрошення, рибоводство.
- Водосховище (озеро) Конгаз — побудовано Молдсільхозпроектом в 1961 році. Розташоване вище за течією села Конгаз, об'єм понад 1 млн м³ води. Загальні відомості про озеро: тип — руслове, сезонне регулювання стоку, призначення: зрошення, рибоводство, рекреація.
- Водосховище (озеро) Тараклія — побудовано Молдсільхозпроектом в 1982 році. розташоване вище за течією села Тараклія, об'єм понад 1 млн. м³ води. Загальні відомості про озеро: тип — руслове, сезонне регулювання стоку, призначення: зрошення, водопостачання, рибоводство, рекреація.

## Гідрологія
Хімічний склад води
Норма стоку річки Ялпуг на рік складає 35,1 млн. м3.
Загальна мінералізація води річки змінювалася від 352,75 мг/дм3 (26.08.1947 р.) до 10337 (22.09.2009 р., табл. 1). Лише 7,6 % проб води річки мали мінералізацію менше 1000 мг/дм3 (ГДК для водойм рибогосподарського призначення), 22,8 % — менше 1500 мг/дм3 (ГДК для водойм питного водопостачання) і 49,4 % — менше 3000 мг/дм3 (гранична межа придатності води для зрошення при її хімічній меліорації). Все це свідчить, що мінералізація води у річці Ялпуг має значно вищу мінералізацію ніж вода оз. Ялпуг, яке є джерелом водопостачання м. Болграда.
Таблиця 1. Статистична характеристика сольового складу води річки Великий Ялпуг
| Інгредієнти   | Уміст, мг/дм3 | Уміст, мг/дм3 | Уміст, мг/дм3 | Уміст, мг/дм3      | Уміст, мг/дм3         | Коефіцієнт варіації, % |
| Інгредієнти   | Мінімальний   | Максимальний  | Середній      | Стандартна похибка | Стандартне відхилення | Коефіцієнт варіації, % |
| Ca2+          | 24,4          | 394,0         | 157,42        | 9,66               | 83,18                 | 19,26                  |
| Mg2+          | 11,9          | 676           | 138,92        | 12,37              | 106,38                | 24,65                  |
| Na+           | 0,55          | 2472          | 622,71        | 52,42              | 450,91                | 104,47                 |
| K+            | 5             | 30            | 14,33         | 1,18               | 5,94                  | 2,44                   |
| СО3"-         | 0             | 18            | 4,39          | 0,79               | 5,58                  | 1,60                   |
| НСО3-         | 78,1          | 1178,5        | 432,42        | 25,70              | 211,10                | 51,22                  |
| SO4-          | 25,95         | 2800          | 1028,98       | 70,56              | 607,05                | 140,64                 |
| Cl-           | 60,3          | 3615          | 638,99        | 72,16              | 620,76                | 143,82                 |
| Мінералізація | 352,75        | 10315         | 3023,72       | 211,6              | 1820,46               | 421,75                 |
| рН, од.       | 6,0           | 8,9           | 8,08          | 0,06               | 0,52                  | 0,12                   |

Вода річки Ялпуг дуже забруднена такими компонентами сольового складу як сульфати й хлориди. Уміст SO42- у воді річки змінювався від 25,95 (26.08.1947 р.) до 2800 (22.09.2009 р.) мг/дм3. При цьому 97,5 % проб води мають значення SO42- вищі за ГДК для водойм рибогосподарського призначення (100 мг/дм3) та 77,2 % проб — вищі за ГДК для водойм господарсько-побутового призначення (500 мг/дм3).
Концентрація хлоридів у воді річки за роки досліджень становила від 60 (26.08.1947 р.) до 3555 (22.09.2009 р.) мг/дм3. 69,6 % проб води річки мали уміст хлоридів вищий за ГДК для водойм рибогосподарського призначення (300 мг/дм3), а 65,9 % проб — вищі за ГДК для водойм господарсько-побутового призначення (350 мг/дм3).
Уміст натрію (найбільш вагомого й токсичного катіона) у воді річки коливався від 0,55 (26.08.1947 р.) до 2472 (21.05.2012 р.) мг/дм3. В 95 % проб уміст натрію перевищував ГДК для водойм рибогосподарського призначення (120 мг/дм3), а в 88,9 % проб — ГДК для водойм господарсько-побутового призначення (200 мг/дм3). Отже, уміст натрію у воді р. Великий Ялпуг значно вищий ніж у воді оз. Ялпуг і суттєво забруднює її й погіршує якість питної води у водозаборі м. Болграда.
Варто відмітити, що з роками, якість води в річці Ялпуг погіршується, а її мінералізація поступово зростає за рахунок в першу чергу хлоридів, сульфатів, натрію та магнію. Середня мінералізація води річки за 2007—2012 рр. склала 4690,9 мг/дм3, що в 3,63 рази перевищує мінералізацію води цієї ж річки за 1947—1949 рр. (табл. 2). Уміст хлоридів, сульфатів, натрію та магнію у воді річки за цей період зріс відповідно у 5,9, 4,09, 3,38 та 6,47 рази.
Таблиця 2. Зміна хімічного складу й мінералізації води р. Великий Ялпуг у часі 
| Інгредієнти   | 1947-1949 | 1970-1975 | 1987-1988 | 2007-2012 |
| Уміст, мг/дм3 |           |           |           |           |
| Ca2+          | 64,96     | 146,10    | 131,90    | 200,37    |
| Mg2+          | 35,60     | 101,94    | 132,10    | 230,43    |
| Na+           | 310,53    | 434,49    | 684,6     | 1050,5    |
| K+            | -         | -         | 12,29     | 15,21     |
| СО3«-         | -         | 0,39      | 8,5       | 8,81      |
| НСО3-         | 291,22    | 486,28    | 282,03    | 407,4     |
| SO4-          | 382,98    | 734,51    | 1242,60   | 1566,00   |
| Cl-           | 207,00    | 429,17    | 595,11    | 1229,46   |
| Мінералізація | 1292,28   | 2332,71   | 3089,13   | 4690,86   |
| рН, од.       | 7,70      | 7,87      | 8,33      | 8,58      |

## Екологічний стан річки
Основний антропогенний вплив на стан річки здійснюють промислові та господарські об'єкти міста Комрат, внаслідок незадовільного рівня розвитку системи водовідведення. Місто має централізовану систему каналізації, проте покриття нею міста складає менше 35 %. У Комраті тривалий час не працює та залишається в аварійному стані міська станція очищення стічних вод. Усі неочищені стічні води скидаються в річку Ялпуг, унаслідок чого збільшується кількість важких захворювань, таких як: гепатит, піелоневрит, туберкульоз, астма.
У сусідніх населених пунктах Дезгинжа, Кирсова та Бешалма покриття послугами каналізації складає 0 %, у селі Буджак — 52 %, проте в даному населеному пункті відсутні очисні споруди.
На даний час місцеві органи влади не планують будівництво та експлуатацію індивідуальних очисних споруд у кожному зазначеному населеному пункті ефективним рішенням. Найкращим варіантом вирішення проблеми вважається будівництво та експлуатація загальної для цих населених пунктів інфраструктури з очищення стічних вод.
Згідно з проведеними дослідженнями, вплив стоку річки Ялпуг на якість вод озера Ялпуг позначається лише в його північній частині.
Якість поверхневих вод
Протягом 2019—2020 року з метою визначення гідрохімічних показників якості поверхневих вод були проведені лабораторні дослідження. За їх результатами встановлено класи якості поверхневих вод.
Показники, що визначили значення V класу якості (дуже забруднені) вказані в таблиці 3.
Таблиця 3. Показники, що визначили значення V класу якості (дуже забруднені), від витоку до кордону з Україною (с. Мирне).
| Водний об'єкт        | Секція моніторингу | 2019                 | 2019        | 2019                 | 2019        | 2020          | 2020               | 2020          |
| Водний об'єкт        | Секція моніторингу | Травень              | Червень     | Серпень              | Листопад    | Лютий         | Липень             | Жовтень       |
| р. Ялпуг             | с. Марієнфелд      |                      |             |                      |             |               |                    | Na++K+        |
| р. Ялпуг             | с. Марієнфелд      | Мінералізація        |             |                      |             |               |                    |               |
| р. Ялпуг             | с. Марієнфелд      | Жерсткість           |             |                      |             |               |                    |               |
| р. Ялпуг             | с. Буджак          |                      |             |                      |             | Na++K+        | Na++K+             | Na++K+        |
| р. Ялпуг             | с. Буджак          | Азот нітратів        | ХСК         |                      |             |               |                    |               |
| водосховище Комрат   | г. Комрат          | БСК                  |             | БСК                  | БСК         | БСК           | БСК                | Na++K+        |
| водосховище Комрат   | г. Комрат          | Na++K+               | Na++K+      | Na++K+               | Na++K+      | ХПК           | Амонійний азот     |               |
| водосховище Комрат   | г. Комрат          |                      | pH          | Суспедовані речовини |             |               | Мінеральний фосфор |               |
| водосховище Комрат   | г. Комрат          | ХПК                  | Іони магнію |                      |             |               |                    |               |
| водосховище Комрат   | г. Комрат          | Хлорид-іони          | Хлорид-іони |                      |             |               |                    |               |
| р. Ялпуг             | с. Бешалма         |                      |             |                      |             |               |                    | БСК           |
| р. Ялпуг             | с. Бешалма         | Na++K+               |             |                      |             |               |                    |               |
| р. Ялпуг             | с. Бешалма         | Розчинений кисень    |             |                      |             |               |                    |               |
| р. Ялпуг             | с. Бешалма         | Мінеральний фосфор   |             |                      |             |               |                    |               |
| водосховище Конгаз   | с. Конгаз          |                      |             |                      |             |               |                    | БСК           |
| водосховище Конгаз   | с. Конгаз          | Na++K+               |             |                      |             |               |                    |               |
| водосховище Конгаз   | с. Конгаз          | Мінералізація        |             |                      |             |               |                    |               |
| р. Ялпуг             | с. Світлий         |                      |             |                      |             |               |                    | БСК           |
| р. Ялпуг             | с. Світлий         | Na++K+               |             |                      |             |               |                    |               |
| р. Ялпуг             | с. Світлий         | Мінералізація        |             |                      |             |               |                    |               |
| водосховище Тараклія | г. Тараклія        | БСК                  |             | БСК                  | БСК         | Na++K+        | БСК                | БСК           |
| водосховище Тараклія | г. Тараклія        | Na++K+               | Na++K+      | Na++K+               |             | Na++K+        | Na++K+             |               |
| водосховище Тараклія | г. Тараклія        |                      | pH          | Суспедовані речовини | ХПК         | Мінералізація |                    |               |
| водосховище Тараклія | г. Тараклія        | Суспедовані речовини | Іони магнію |                      |             |               |                    |               |
| водосховище Тараклія | г. Тараклія        | ХПК                  | Хлорид-іони |                      |             |               |                    |               |
| водосховище Тараклія | г. Тараклія        | Хлорид-іони          |             |                      |             |               |                    |               |
| р. Ялпуг             | с. Новоселовка     |                      |             |                      |             |               |                    | Na++K+        |
| р. Ялпуг             | с. Новоселовка     |                      |             |                      |             | Мінералізація |                    |               |
| р. Ялпуг             | с. Мирне           | БСК                  | БСК         |                      | БСК         | Na++K+        | БСК                | Na++K+        |
| р. Ялпуг             | с. Мирне           | Na++K+               | Na++K+      |                      | Na++K+      |               | Na++K+             | Мінералізація |
| р. Ялпуг             | с. Мирне           |                      |             |                      | Іони магнію |               | ХПК                |               |
| р. Ялпуг             | с. Мирне           |                      | Хлорид-іони |                      |             |               |                    |               |

У 2022 році за 200 метрів від русла річки біля села Дезгінжа було озеро. Тепер його дно заросло травою та деревами, перетворившись на пасовище для тварин.